# Oud-beoosten Blij-bezuidenpolder
De Oud-beoosten Blij-bezuidenpolder is een polder ten noordwesten van Koewacht, behorende tot de Beoosten Blijpolders, in de Nederlandse provincie Zeeland. 
Het gebied raakte omstreeks 1585 overstroomd en herdijking, waartoe men al in 1595 nam, leidde aanvankelijk tot niets. Toen men in 1596 bijna klaar was met de bedijking, kwam Hulst in Spaanse handen en werden de dijken doorgestoken. Pas tijdens het Twaalfjarig Bestand, in 1612, kwam de Oud-beoosten Blij-bezuidenpolder uiteindelijk tot stand, door toedoen van de Zuidelijke Nederlanden. Ze is 500 ha groot.
De zuidelijke dijk stamde nog van vóór de inundaties, maar de noordelijke dijk ging deel uitmaken van de Linie van Communicatie tussen Hulst en Sas van Gent, welke in 1634 werd aangelegd. Hiervan zijn nog herkenbaar de Fortendijk met Fort Sint-Joseph, Fort Sint-Jacob, Fort Sint-Livinus, en Fort Sint-Nicolaas.
In de polder ligt nog het kreekrestant Groote Gat. Ook liggen hier een aantal percelen populierenbos.
In de polder vindt men een deel van de bebouwing van Koewacht, en ook de buurtschap Nieuwemolen.